# Mompha miscecolorella
Mompha miscecolorella é uma espécie de mariposa do gênero Mompha pertencente à família Coleophoridae.